# Ciclismo nos Jogos Pan-Americanos de 2007 - Cross-country feminino
O cross-country feminino foi um dos eventos do mountain bike nos Jogos Pan-Americanos de 2007, no Rio de Janeiro. A prova disputada no Parque do Flamengo foi a primeira a distribuir medalhas no Pan-americano e consistiu de 5 voltas em torno do circuito, totalizando 31,5 quilômetros. A laragada ocorreu em 14 de julho as 09h00 (UTC-3) com 10 ciclistas de 10 países.

## Medalhistas
| Ouro   | CAN Catharine Pendrel     |
| Prata  | USA Mary McConneloug      |
| Bronze | MEX Laura Morfin Macouzet |

## Resultados
| Pos.              | Atleta                | País               | Tempo    | Diferença |
| ----------------- | --------------------- | ------------------ | -------- | --------- |
| Medalha de ouro   | Catharine Pendrel     | CAN Canadá         | 1h46m06s |           |
| Medalha de prata  | Mary McConneloug      | USA Estados Unidos | 1h47m44s | +01m38    |
| Medalha de bronze | Laura Morfin Macouzet | MEX México         | 1h51m15s | +05m09    |
| 4                 | Jaqueline Mourão      | BRA Brasil         | 1h53m46s | +07m40    |
| 5                 | Francisca Campos      | CHI Chile          | 1h54m01s | +07m55    |
| 6                 | Viviana Maya Tabares  | COL Colômbia       | 2h02m41s | +16m35    |
| 7                 | Liliana Uzcategui     | VEN Venezuela      | 2h06m25s | +20m19    |
| 8                 | Noelia Rodríguez      | ARG Argentina      | 2h09m47s | +23m41    |
| 9                 | Alexandra Serrano     | ECU Equador        | 2h14m50s | +28m44    |
| —                 | Rebeca Hidalgo        | CRC Costa Rica     | DNF      |           |